# Maihueniopsis atacamensis
Maihueniopsis atacamensis es una planta del género Maihueniopsis de la familia de los cactus (Cactaceae). El epíteto específico atacamensis se refiere a la existencia de la especie en elevaciones montañosas más altas en la región de Atacama en Chile. y una pequeña parte de Bolivia .

## Descripción
Maihueniopsis atacamensis forma densos cojines arqueados de 60 a 80 centímetros de diámetro y hasta 30 centímetros de altura. Las secciones de brotes, desde ovadas hasta cónicas, miden hasta 2,5 centímetros de largo. Las hasta 30 areolas, muy juntas y cubiertas de gloquidios, se encuentran en la parte más baja de las secciones de los brotes. Las espinas emergen de la mitad superior de las secciones de los brotes. Las una o dos espinas centrales rayadas, verticales, rectas, redondeadas a algo aplanadas, de color amarillo a casi rojo oscuro, miden hasta 2,5 centímetros de largo. Las espinas marginales dobladas, de una a dos (raramente hasta cuatro), son de 2 a 3 milímetros de largo.
Las flores amarillas o anaranjadas miden hasta 4 metros de largo. centímetros hacia arriba. Su pericarpelo sin espinas está cubierto de gloquidios. Los frutos esféricos y verdes están cubiertos de areolas a lo largo de su borde superior.

## Distribución y sistemática
Maihueniopsis atacamensis está muy extendida en la región de Atacama de Chile, al sur del Salar de Atacama y en Bolivia.
La primera descripción como Opuntia atacamensis fue realizada en 1860 por Rudolph Amandus Philippi.  Friedrich Ritter colocó la especie en el género Maihueniopsis en 1980.  Otros sinónimos de nomenclatura son Pseudotephrocactus atacamensis  Frič (1933) y Tephrocactus atacamensis  Backeb. (1936).